# يوغي يو ! السلسلة المختصرة
يوغي يو ! السلسلة المختصرة بالإنجليزية Yu-Gi-Oh: The Abridged Series
تختصر الي "YGOTAS" هي محكاة ساخرة للسخرية من تحريف شركة 4kids لأنمي يوغي يو ! الشهير يتم إنتاج السلسلة بواسطة مارتن بيلاني الشهير باسم ليتل كوريبو LittleKuriboh علي اليوتيوب
تم عمل دبلجة حرفية لهذه السلسلة من قبل فريق قناة نايتو سفير علي اليوتيوب 
لقد لاقت هذه السلسلة حب الكثيرين من معجبي انمي يوغي يو ! وبالاخص الذين شاهدوا الفرق الشاسع بين النسخة اليابانية الاصلية والدبلجة المحرفة التي صنعتها شركة 4 كيدز
حيث تم بث 50 حلقة مدبلجه من اصل 82 حلقة

## فكرة السلسلة
ان المفهوم الكامن وراء يوغي يو! السلسلة المختصرة استوحاه الكاتب من العديد من المحاكاة الساخرة القصيرة على شبكة الإنترنت التي استخدمت فرضية فيلم تلفزيوني لإهانة الفيلم أو إظهاره بشكل ساخر وذلك بالطبع للسخرية من الدبلجة المحرفة حيث قامت 4 كيدز علي تشويه الانمي قامت بقص الكثير من المشاهد وغيرت في الانمي بصورة كبيرة لدرجة ان من تابع الانمي الياباني وقارن بينه وبين النسخة فكر بان لا يشاهد أي من إصدارات فور كيدز المحرفة. بعد رؤية فيلم يوغي يو الساخر الذي صنعه كيرتس بوند الشهير علي الإنترنت باسم "Curtdogg"!" في حيث صنع محكاة ساخرة تحت اسم "Yu-Gi-Oh in a Nutshell" فمنذ ذلك الوقت قرر مارتن بينتلي ان يسخر من الحلقة الاولي من يوغي بشكل أكبر وبالفعل لاقي رواجاً كبيراً فهدفه منذ البداية هو عمل اختصار للحلقة الاولي فقط، ولكن بعد رد فعل الإيجابي الذي حصل عليه استمي في هذا حتي حقق شعبية كبيرة وقد التزم باختصار كل حلقة من هذه السلسلة.

### أشهر الكلمات المستخدمة في السلسلة
- غالبًا ما يتم استخدام فور كيدز كمزاح لأنهم يسخرون من عالم الظل ويكرهون ديزني. كما أنها عدوهم الرئيسي في السلسلة.
- استعار مصصم السلسلة عبارات من سلاسل مختصرة اخري مثل ناروتو السلسلة المختصرة أو دراجون بول السلسلة المختصرة حيث اشار إليها باستمرار و / أو تسخر منها.
- معظم الشخصيات لها عبارات متكررة ويتم تصويرها في نسخ مبالغ فيها بشكل هزلي من شخصياتهم في أنيمي الأصلي.
- يسخر باكورا بسبب جنسيته البريطانية بالإضافة إلى كونه شخصية ثانوية على الرغم من كونه الشرير الرئيسي للمسلسل. لديه أيضا مؤشر الشذوذ المثبت في حلقة الألفية لتحديد مكان الشواذ.
- إن لهجة جوي ويلر مهزوة باستمرار، يشار مرارًا وتكرارًا إلى الحلم الذي يحوله فيه سيتو إلى كلب
- عندما يقول ماريك عشتار أو والده أو دارتز «كلمة سيئة مثل اللعنة» إنه يخضع للرقابة، يتم سماع صوت التيت (الذي يستخدم لقطع الكلمات السيئة)

- سيتو كايبا يفتخر دوماً بثروته. يقوله اموالي، املاكي، دوماً ما يقول تباً للقوانين ويظهر بانه يعبد نفسه ويثار كلما تم استدعاء بطاقة اله مصري ويعشق التنانين وبالاخص التنين الابيض ازرق العينين ولديه هوس بها

- لا أحد، ولا حتى كايبا نفسه يحترم، يحترم موكوبا، ويستخدم مصطلح «اخرس موكوبا» كواحدة من عبارات سيتو المفضلة. يتم اختطاف موكوبا مرارًا وتكرارًا، لدرجة أن الشخصيات بما في ذلك موكوبا يتعامل معها على أن الخطف أمر شائع بالنسبة له.

- غالبًا ما تتم الإشارة إلى التغيير في الممثلين الصوتيين لـتريستان تيلور في دبلجة فور كيدز لذلك عمل مارتن علي تقليد هذا بتغير صوته عدة مرات يفتخر تريستان دائمًا بأن «صوته يعطينه قوة عظمى!»

- يًطلق على ماكو تسونامي «مهوس السمك المخيف» ويرمي الرماح على الناس. يعتبر المحيط محبوبته

- كيمو يقول في كل جملة تقريبًا بـ «انتبهوا يا مبارزين!»، حتى عندما لا يتحدث إلى المبارزين، ويشير إلى نفسه بالشخص الثالث باسم «شعري». يقول أيضًا بأنه أخذ «دروسًا في خطف الأطفال».

- الجد يريد أن يموت وقد اصيب بنوبات قلبية متكررة. كما تم انه يريد ان يقتم علاقة جنسية مع ملصق " Black Luster Soldier ".

- كلما يتحدث دوك دفلين يسمع موسيقي " SexyBack " لجوستين تيمبرليك.

- يتحدث شادي تمامًا مثل بورات ويظهر بانه معادٍ للسامية ويكره اليهود.

- يُعتقد ان بيغاسوس شاذ ودوماً ما يقول كلمة فابيلوس ظن باكورا والشخصيات الاخري انه شاذ عندما اشار مؤشر الشذوذ المثبت في حلقة الالفية الي بيغاسوس ولكن كان المؤشر في الواقع يشير رجله الأيمن كروكيت ويتم التعامل مع الوحي بأنه كان لديه زوجة كأنه مؤامرة

- عند التحدث إلى أو حول ماي فالتين، تذكر شخصيات أخرى دائمًا صدرها. ماي تظهر بانها فخورة جداً بنفسها
- يامي يوغي (الفرعون) يعلن بشكل صريح بأنه مثلي الجنس في ضرب الشخصيات النسائية بشكل صارخ. في الموسم الثالث، ظهر أن السبب في ذلك هو أنه يخطئ في معظم أعمال الرجال الذكور والعكس صحيح.
- الاخوة روبا يقال بانهم ولدوا نتيجة من زاوج الاقارب ودائماً ما يحاولون التخلص من الطفل الرضيع الذي يحمله أحد الاخوة روبا علي ظهره باعطاءاه للاخرين وعندما اسادعي روبا جينزو كانت له قوي خارقة وهي تدمير أي سخافات قديمة من الإنترنت
- مفهوم «ألعاب الورق على الدراجات النارية» في Yu-Gi-Oh! غالبًا ما يضحك 5D على شخصيات YGOTAS و YGXTAS. عندما تكون الدراجات النارية في العرض، تتم الإشارة إلى 5D عادة بطريقة أو شكل أو شكل. يتحدث Jack Atlas بطريقة ثقيلة تالفة عن طريق المخ (ربما بسبب رأي المبدع المتوسط في Jack's English VA). يوجي يشير إلى هذا الأسلوب في الكلام بأنه «لهجة أسترالية نمطية».
- نادراً ما يتم تسمية مبارازة الوحوش Duel Monsters بهذا الاسم، ويشار إليها بدلاً من ذلك باسم «لعبة ورق الأطفال». يُشار إلى ألعاب الورق باستمرار باعتبارها أهم شيء في العالم، وهي الطريقة التي يتم بها حل جميع المشكلات في الانمي.
- يدعى جميع أتباع ماريك ستيف، حيث أن عود الألفية لا يستطيع إلا التحكم في الأشخاص الذين يطلق عليهم اسم «ستيف».
- لدى اودين ايشتار Odion Ishtar مصلحة كبيرة في Gummy Bears.
- يشار إلى " Obnoxious Celtic Guardian " بواسطة صفة مختلفة في كل مرة يتم استدعاؤها، مثل «الساخط»، «المحبط»، «اللاأدري» و «المرتبك».
- يُطلق اسم «سلايفير التنين السماوي» «سلايفير المنتج التنفيذي»، وهو ضربة بالكتابة باسم Slifer الدبلجة الإنجليزية فهذا الاسم ماخوذ عن اسم روجر سليفير التنفيذي لـ 4Kids . يُطلق على «تنين رع المجنح اسم الدجاجة الكبيرة الفائقة» "Mega Ultra Chicken"، وهي إشارة إلى Aqua Teen Hunger Force . يتم سماع مقطع صوت جوي وتريستان يقول «تعذيب» عندما يهاجم العملاق المعذب في أي وقت.
- يامي ماريك يدعى ملفين. إنه يحب أن يمنح الناس العناق ولديه عادة دعوة للناس بينكي بويBinky-boy ، وهذا الاتجاه يشاركه السيد عشتار وماريك.
- ويفيل أندروود وريكس رابتور يتحدثان مثل بيفيز وبوت - هيد على التوالي.
- ينتهي بانديت كيث كل جملة تقريبًا بكلمة في أمريكا "In America" ويشير باستمرار إلى أمريكا. في الحلقة 23، تبين أنه كندي فعليًا، ثم تبنى اللغة العامية الكندية ككمية هزلية جارية له.
- يظهر عرض داخل عرض يسمى زورك وبلاس «Zorc و Pals» في عدة حلقات. يعرض النجوم دور باكورا وزورك Zorc و Bakura كزوجين رومانسيين، وهو محاكاة ساخرة لأفلام الكوميديا الخيالية التي كانت تعرض في الثمانينات.
- قال يوجي ذات مرة: «في كل مرة يبتسم كايبا، يموت جرو». في الحلقات اللاحقة، ترافق كل ابتسامة لكايبا Kaiba ترجمات مثل «موت جرو واحد +1 Dead Puppies» وموت 9000 جرو وواحد "+9001 Dead Puppies".
- تُستخدم التسميات التوضيحية التي تُقرأ «حوار 4Kids الفعلي» لوضع علامة على مربع حوار حرفي مأخوذ من لقب 4Kids الخاص بالأنمي.
- يشار إلى بونز على أنه فتي الزومبي " Zombie Boy " وهو يقول فقط كلمة «دماغ»، مع ترجمات تستخدم لتوسيع حواره.
- البدلة الأخرى لرولاند وكايبا هي الصور النمطية الألمانية النازية ذات الأصوات العالية واللكنات الألمانية الثقيلة. يشيرون إلى كايبا باسم «دير الفوهرر». في الحلقة 39، قاموا بتقديم أنفسهم كـجروبرير وخانز Gruber and Hans ، وهو إشارة إلى السارق الألماني هانز جروبير Hans Gruber من فيلم "Die hard".
- تتمتع تيا بحماس شديد للصداقة وتغضب بشدة كلما تحدث أي شخص عن الصداقة بطريقة مُهينة.
- إن لهجة دارتز تجعل من الصعب حتى على أتباعه أن يفهموه (كثيرا ما يتم خلط الكلمات «افعل» و «بارز») وشعره يتغير لونه باستمرار. إنه إشارة إلى شخصية كويفيو Coiffio من انمي Perfect Hair Forever . لقد كشفت أن تأثير احجار الاوريكالكوس Orichalcos عليه هو الذي جعل لهجته غير مفهومة.
- غالبًا ما يكون إيمان «سيرينتي ويلر» القوي بحب جوي وحبّته متقارباً مع عدم ثباته وعدم حساسيته تجاها.
- يتصرف كل من لوميس وأومبرا على غرار المونينيين من فرقة أكوا تين هينجر فورس.
- يستخدم الأتباع مختلفون المسدسات الشفافة «بنادق غير مرئية»، وهم يسخرون من أن معظم المشاهد التي كان الناس يحملون فيها بنادق كانت تخضع للرقابة في دبلجة 4Kids .
- نظرًا لأن الشخصيات في السلسلة المختصرة ترى جميع الثقوب الموجودة في الخطوط، فإنها تتساءل عن الكثير من توضيحات اشيزو Ishizu ، والتي تجيب عليها دائمًا «لأنك تصمت».
- في الموسم الرابع تلوم معظم الشخصيات الموسم نفسه، بينما يلاحظ دارتز أن المصدر ببساطة هو السحر "Magic".التفكير في منطق هذا الموسم هو السبب في خسارة رافائيل روحه.
  - عندما تتحدث شخصية ما في باللغة المصرية القديمة، فإنها في الحقيقة تقول جملاً متخلفة.
  - أثناء المبارزات التي تختلف فيها قواعد المبارزة بشكل كبير عن اللعبة الفعلية، غالبًا ما تسترعي الشخصيات الانتباه إليها باعتبارها غشًا واضحًا، أو تتساءل عما إذا كان أي شخص يعرف بالفعل كيف يتم لعب لعبة الورق تلك.
  - يقال إن جينزو لديه القدرة على منع ميمات الإنترنت (اللعب على قدرته على حجب بطاقات الفخ في لعبة الكارتون)، مما يزعج كايبا وجوي اللذين يقال إن اوراقهما مليئة بالنكات والسخفات القديمة من الإنترنت. .
  - غالبًا ما تستهزأ الشخصيات بواتبان أو كوريبو وكذلك أي شخصية تضع بطاقة وحش مقلوبة.
  - يتم أحيانًا الاستهزاء بالمناسبات التي تحاول فيها إحدى الشخصيات شرح تأثيرات البطاقة لأن بعض تأثيرات البطاقة واضحة بشكل صارخ (على سبيل المثال: ابطال الهجوم Negate Attack وإعادة احياء المحارب The Warrior Returning Alive).
  - جميع الشخصيات، باستثناء دول ديفلين، تسخر من لعبة زنزانة سجن الزهر، واصفة إياها بافضل لعبة مبارزة وحوش الأكثر شعبية والأكثر تفوقًا، والتي يرد عليها دوك غالبًا «Don Monice Monsters يستخدم نرد Dice».
  - على الرغم من كونه عالم آثار مشهور، فإن معظم «اكتشافات» آرثر هوكينز هي مجرد أشياء أو أجزاء واضحة من المعلومات التي تعرفها الشخصيات الرئيسية بالفعل.
  - تتم الإشارة إلى الكثير من التلميحات الجنسية في الحوار.
  - تتم تسمية جميع الثعابين في السلسلة كورنيليوس، بما في ذلك الثعبان الهائل كورنيليوس الأصلي هو الثعبان الذي قتله أوديون. يذكر والد ماريك بأن كورنيليوس مدرب جيدًا على لعب كرة السلة.

## الحلقات
| ترتيب الحلقات | اسم الحلقة في النسخة الإنجليزية                   | اسم الحلقة في الدبلجة                             | الحلقة التي تسخر منها       |
| ------------- | ------------------------------------------------- | ------------------------------------------------- | --------------------------- |
| الموسم الأول  |                                                   |                                                   |                             |
| 1             | Pilot                                             | الحلقة التجريبة                                   | الحلقة الاولي               |
| 2             | The Vagina Monologues                             | روكي Vii                                          | الثانية                     |
| 3             | My Cards Will Go On                               | بطاقاتي ستستمر                                    | الثالثة                     |
| 4             | Lord of the Cards                                 | سيد اوراق اللعب                                   | الرابعة والخامسة            |
| 5             | My Funny Skankentine                              | صدري لن يتحمل                                     | السادسة                     |
| 6             | Everybody Hates Mako                              | الجميع يكرهون مايكو                               | السابعة                     |
| 7             | Cliffhanger                                       | التشويق                                           | الثامنة والتاسعة والعاشرة   |
| 8             | The Plot Thinnens                                 | القصة تصبح ابسط                                   | 11 و 12                     |
| 9             | El Juegos De Tarjeta                              | El Juegos De Tarjeta                              | 13                          |
| 10            | Both Of You, Duel Like You Want To Win            | كلاكما تبارزا وكأنكما تريدان الفوز !              | 14 و 15                     |
| 11            | In America                                        | في أمريكا                                         | 16                          |
| 12            | Duel of the Dead                                  | مبارزة الاموات                                    | 17 و 18                     |
| 13            | Busted Rhymes                                     | قوافي فاشلة                                       | 19 و 20 و 21                |
| 14            | When Yami Met Sally                               | حين التقي يوغي بسالي                              | 22 و 23 و 24                |
| 15            | Duel Of Fates                                     | قتال المصير                                       | سخرية من الحلقة 25 و26 و 27 |
| 16            | Fanservice                                        | Fan Service                                       | 28                          |
| 17            | We Interrupt This Broadcast                       | نقطع هذا البث..                                   | 29 حتي 34                   |
| 18            | Turn Around, Bright Eyes                          | استدر يا صاحب الاعين البراقة                      | 35 حتي 39                   |
| 19            | Jagshamesh                                        | Jagsmash                                          | 40                          |
| 20            | The Rebexorcist                                   | The Rebexorcist                                   | 41 و 42                     |
| 21            | massively multiplayer online children's card game | massively multiplayer online children's card game | 43 حتي 45                   |
| 22            | Shine On, You Crazy Devlin                        | المع يا دفلين المجنون                             | 46 حتي 49                   |
| الموسم الثاني |                                                   |                                                   |                             |
| 23            | Yami of Darkness                                  | يامي الظلام... في أمريكا                          | 50 51                       |
| 24            | Egyptian Exhibition Expo 2007                     | معرض مصير مصر 2007                                | 52                          |
| 25            | Dirty Dueling                                     | الرقصة الاخيرة                                    | 53                          |
| 26            | Mo' Money, Mo' Card Games                         | اموالي، بطولتي                                    | 54                          |
| 27            | She Blinded Me With Card Games                    | لقد اعمتني بلعبة اوراقها                          | 55                          |
| 28            | Who's That Mokémon                                | من هذا الموكيمون                                  | 56 و 57                     |
| 29            | The Not So Super Roba Bros                        | The Not So Super Roba Bros                        | 58 , 59                     |
| 30            | Sore                                              | SORE                                              | 60 و 61 و 62                |
| 31            | Perfectly Ultimate Bunghole                       | الانتقام النهائي الأخير                           | 63 و64                      |
| 32            | The Worst Of Both Worlds                          | أسوء ما في العالمين                               | 65 و 66 و 67                |
| 33            | Harpoonshipping                                   | رمحي والمحيط                                      | 68 و 69                     |
| 34            | Dork Side Of The Moon                             | الجانب الغبي من القمر                             | 70 و 71 و 72 و 73           |
| 35            | A Tale Of Two Tournies                            | قصة بطولتين                                       | 74                          |
| 36            | The Man Who Would Be Steve                        | الرجل الذي يعرف باسم ستيف !                       | 75 و76 و 77 و 78            |
| 37            | Single White Shemale                              | Single White Shemale                              | 79                          |
| 38            | Magnum Farce                                      | Magnum Farce                                      | 80                          |
| 39            | Card Games At 20,000 Feet                         | لعبة الأوراق في السماء                            | 81                          |
| 40            | Final Deathstination                              | المواجهة الأخيرة المميتة                          | 82 و 83 و 84                |
| 41            | Chenquieh                                         | ! CHENQUIEH                                       | 85                          |
| 42            | So Long & Thanks For All The Trading Cards        |                                                   | 86 و 87 و 88 و 89           |
| 43            | Eternal Sunshine Of The Spotless Mai              |                                                   | 90 و 91 و 92                |